# Азійські ігри
Азійські ігри або Азіада — багатовидові міжнародні спортивні змагання, що проводяться кожні чотири роки між спортсменами країн Азії. Ігри проводяться Азійською олімпійською радою під наглядом Міжнародного олімпійського комітету.

## Історія
Перші Азійські ігри були проведені в 1951 році в Делі (який знову прийняв ігри в 1982 році). Ігри 2006 року пройшли у Досі. А шістнадцяті ігри 2010 року, проведені в Ґуанчжоу (Китай), відбулися 12-27 листопада.

## Участь
Спортсмени від кожної країни відбираються національними олімпійськими комітетами. Як і на Олімпійських іграх, церемонії нагородження супроводжуються демонстрацією національного прапора і гімну країни спортсмена-переможця, а за підсумками ігор відбувається порівняння між країнами. Хоча на іграх переважно представлені визнані незалежні країни, у них також беруть участь декілька залежних територій та, за особливим статусом, Китайська Республіка (бере участь як «Китайський Тайпей»).
В 2023 році, як повідомило видання The Indian Express, з посиланням на Міжнародний олімпійський комітет та Олімпійський комітет Азії, російських і білоруських спортсменів до участі в «Азійських іграх-2023» — не допустили. 

## Перелік Ігор

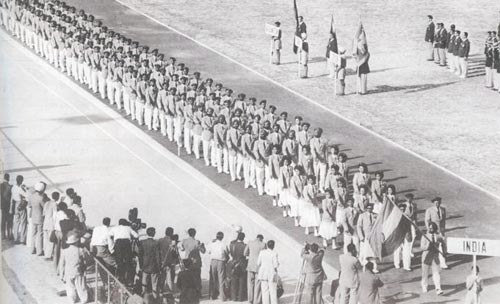
Перші Азійські ігри.

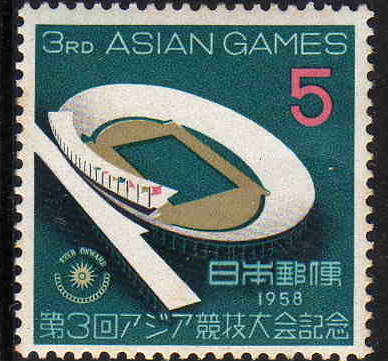
Марка Японії, присвячена ІІІ Азійським іграм 1958 року

| Номер | Рік  | Місто-господар     | Країна         | Відкрив                   | Посада           | Дата початку   | Дата закінчення | Країн-учасниць | Спортсменів    | Видів спорту   | Подій          | Найкраща команда | Прим.  |
| ----- | ---- | ------------------ | -------------- | ------------------------- | ---------------- | -------------- | --------------- | -------------- | -------------- | -------------- | -------------- | ---------------- | ------ |
| I     | 1951 | Нью-Делі           | Індія          | Раджендра Прасад          | Президент        | 4 березня      | 11 березня      | 11             | 489            | 6              | 57             | Японія (JPN)     | [ 7 ]  |
| II    | 1954 | Маніла             | Філіппіни      | Рамон Магсайсай           | Президент        | 1 травня       | 9 травня        | 18             | 970            | 8              | 76             | Японія (JPN)     | [ 8 ]  |
| III   | 1958 | Токіо              | Японія         | Хірохі́то                  | Імператор        | 24 травня      | 1 червня        | 16             | 1,820          | 13             | 97             | Японія (JPN)     | [ 9 ]  |
| IV    | 1962 | Джакарта           | Індонезія      | Сукарно                   | Президент        | 24 серпня      | 4 вересня       | 12             | 1,460          | 13             | 88             | Японія (JPN)     | [ 10 ] |
| V     | 1966 | Бангкок            | Таїланд        | Пуміпон Адульядет         | Король           | 9 грудня       | 20 грудня       | 16             | 1,945          | 14             | 143            | Японія (JPN)     | [ 11 ] |
| VI    | 1970 | Бангкок            | Таїланд        | Пуміпон Адульядет         | Король           | 9 грудня       | 20 грудня       | 16             | 2,400          | 13             | 135            | Японія (JPN)     | [ 12 ] |
| VII   | 1974 | Тегеран            | Іран           | Мохаммед Реза Пахлаві     | Шах              | 1 вересня      | 16 вересня      | 19             | 3,010          | 16             | 202            | Японія (JPN)     | [ 13 ] |
| VIII  | 1978 | Бангкок            | Таїланд        | Пуміпон Адульядет         | Король           | 9 грудня       | 20 грудня       | 19             | 3,842          | 19             | 201            | Японія (JPN)     | [ 14 ] |
| IX    | 1982 | Нью-Делі           | Індія          | Заїл Сінґх                | Президент        | 19 листопада   | 4 грудня        | 23             | 3,411          | 21             | 147            | Китай (CHN)      | [ 15 ] |
| X     | 1986 | Сеул               | Південна Корея | Чон Ду Хван               | Президент        | 20 вересня     | 5 жовтня        | 22             | 4,839          | 25             | 270            | Китай (CHN)      | [ 16 ] |
| XI    | 1990 | Пекін              | КНР            | Ян Шанкунь                | Президент        | 22 вересня     | 7 жовтня        | 36             | 6,122          | 27             | 310            | Китай (CHN)      | [ 17 ] |
| XII   | 1994 | Хіросіма           | Японія         | Акіхіто                   | Імператор        | 2 жовтня       | 16 жовтня       | 42             | 6,828          | 34             | 338            | Китай (CHN)      | [ 18 ] |
| XIII  | 1998 | Бангкок            | Таїланд        | Пуміпон Адульядет         | Король           | 6 грудня       | 20 грудня       | 41             | 6,554          | 36             | 377            | Китай (CHN)      | [ 19 ] |
| XIV   | 2002 | Пусан              | Південна Корея | Кім Де Чжун               | Президент        | 29 вересня     | 14 жовтня       | 44             | 7,711          | 38             | 419            | Китай (CHN)      | [ 20 ] |
| XV    | 2006 | Доха               | Катар          | Хамад бін Халіфа Аль Тані | Емір             | 1 грудня       | 15 грудня       | 45             | 9,520          | 39             | 424            | Китай (CHN)      | [ 21 ] |
| XVI   | 2010 | Гуанчжоу           | КНР            | Вень Цзябао               | Прем'єр Держради | 12 листопада   | 27 листопада    | 45             | 9,704          | 42             | 476            | Китай (CHN)      | [ 22 ] |
| XVII  | 2014 | Інчхон             | Південна Корея | Пак Кин Хє                | Президент        | 19 вересня     | 4 жовтня        | 45             | 9,501          | 36             | 439            | Китай (CHN)      | [ 23 ] |
| XVIII | 2018 | Джакарта-Палембанг | Індонезія      | Джоко Відодо              | Президент        | 18 серпня      | 2 вересня       | 45             | 11,300         | 46             | 465            | Китай (CHN)      | [ 24 ] |
| XIX   | 2023 | Ханчжоу            | КНР            |                           |                  | 23 вересня     | 8 жовтня        | 45             | 11,935         | 40             | 481            | Китай (CHN)      | [ 26 ] |
| XX    | 2026 | Нагоя              | Японія         |                           |                  | 19 вересня     | 4 жовтня        | Майбутня подія | Майбутня подія | Майбутня подія | Майбутня подія | Майбутня подія   |        |
| XXI   | 2030 |                    |                |                           | Майбутня подія   | Майбутня подія | Майбутня подія  | Майбутня подія | Майбутня подія | Майбутня подія | Майбутня подія |                  |        |